# Кур (град)
Вижте пояснителната страница за други значения на Кур.
Хур или Кур (на стандартен немски Chur, на немски се произнася [ˈkʰuːɐ]; на френски: Coire, Коар, на италиански: Coira, Койра, на романш Cuira, Куойра, на швейцарски немски [ˈχuːr], Хуур) е град в Швейцария, столица на кантон Граубюнден и административен център на едноименната община Кур в окръг Плесур.

## География
Град Кур е разположен около река Рейн и устието на нейния приток река Плесур на средна надморска височина 593 m. Масивните каменни сгради, мекият климат, градините и лозята около града му придават характерната за Алпите специфична красота. Населението му е 32 957 жители към 31 декември 2008 г. На север от града (22 km) се намира границата с Лихтенщайн, до която се пътува по автомагистрала. На изток на около 25 km се намира град Давос, но поради липса на пряк път по обиколния маршрут разстоянието е 66 km. На югоизток на 31 km е град Ароза. На юг на 85 km е град Санкт Мориц. На запад на около 100 km е малкото градче Дизентис. Градът има жп гара за теснолинейка до градовете Ароза, Ландкварт и Иланц и е седалище на железопътната компания Ретише Бан.

## История
Названието на града произхожда от келтските думи Kora (Племе) и Koria (Клан). Първите сведения за него датират от преди 5000 години. През 15 година пр.н.е. е бил главно населено място на Римската империя. През 284 г. получава названието главен град на провинция. През 450 г. става център на епархия. През 1524 г. се нарича „град на реформацията“. През 1803 г. става столица на кантон Граубюнден.

## Архитектура
Сред архитектурните забележителности на града са бившата къща на семейство Буол, носеща днес името музей „Ретиан“, в който има документи, книги и живописни творби, свързани с живота на швейцарския пастор и политик Георг Йенач. Катедралата „Санкт Луциус“, оформена в готически и романски архитектурни стилове, построена между 1178 и 1282 г. с богато украсен интериор. Други архитектурни забележителности на града са сградата на общината и картинната галерия.

## Спорт
Представителният футболен отбор на града носи името ФК Кур 97 и има аматьорски статут.

## Известни личности
Родени
- Якоб Бухли (1876 – 1945), локомотивен конструктор
- Йозиас Браун-Бланке (1884 – 1980), ботаник
- Алоис Брюгер (1920 – 2001), лекар
- Ханс Рюди Гигер (р. 1940), художник
- Ханс Гмюр (1927 – 2004), писател и либретист
- Гиан Зимен (р. 1977), швейцарски сноубордист-национал
- Ангелика Кауфман (1741 – 1807), художничка
- Гион Матиас Кейвълти (р. 1974), писател
- Даниел Марер (р. 1962), швейцарски скиор-национал
- Джорджо Рока (р. 1975), италиански скиор-национал
- Ивон Рюег (р. 1938), швейцарска скиорка
- Алфред Валентин Хойс (1877 – 1934), музиколог
- Рудолф Хоценкьохерле (1903 – 1976), езиковед
- Курт Хубер (1893 – 1943), професор, фолклорист
- Майнрад Шютлер (1910 – 2006), композитор

Починали
- Алберто Джакомети (1901 – 1966), скулптор и художник
- Георг Йенач (1596 – 1639), пастор и политик
- Граф Рамболд XIII. фон Колато (1575 – 1630)

## Фото галерия
- Пешеходната зона на улица „Пощенска“
- Ледена пързалка в центъра на града
- Заведение в стария град
- Новата част на града
- Старата част на града – катедрала, епископския дворец, църква
- Родният дом на проф. Курт Хубер
- Училище
- ЖП гарата в Кур
- Сградата на фамилия Грау
- Сградата на съдебната администрация
- Сградата на кантоналния съд
- Сградата на парламентаристите